# Mary Brian
Mary Brian, pseudonimo di Louise Byrdie Dantzler (Corsicana, 17 febbraio 1906 – Del Mar, 30 dicembre 2002), è stata un'attrice statunitense.

## Biografia
Nata nello Stato del Texas, i suoi genitori furono Louise B. e Taurrence J. Dantzler. Con la famiglia si trasferì più volte, prima a Dallas, poi a Long Beach, in California. Inizialmente non pensava al mondo del cinema ma, in un concorso di bellezza locale cui aveva partecipato, si fece notare da una dei giudici, l'attrice Esther Ralston, che la volle come Wendy in Peter Pan, versione cinematografica del 1924 del lavoro teatrale di James Matthew Barrie. La Ralston, nel film, interpretò la parte della signora Darling. Ebbe inizio, così, una lunga amicizia tra le due attrici.
Nel 1926 vinse l'edizione di quell'anno del premio WAMPAS Baby Stars, un'iniziativa pubblicitaria promossa negli Stati Uniti dalla Western Association of Motion Picture Advertisers, che premiava ogni anno tredici ragazze giudicate pronte ad iniziare una brillante carriera nel cinema.

## Vita privata
Si sposò due volte: la prima con Jon Whitcomb, illustratore. Il loro matrimonio durò circa sei settimane dal 4 maggio 1941. La seconda, con George Tomasini, montatore cinematografico, dal 1947 fino alla sua morte avvenuta nel 1964.
L'attrice morì per un attacco cardiaco all'età di 96 anni. È sepolta al Forest Lawn Memorial Park di Los Angeles.

## Riconoscimenti
- WAMPAS Baby Stars (1926)
- Per il suo contributo all'industria cinematografica, le venne assegnata una stella sulla Hollywood Walk of Fame al 1559 di Vine Street[1].
- Young Hollywood Hall of Fame (1920's)

## Filmografia

### Cinema
- Peter Pan, regia di Herbert Brenon (1924)
- Sparvieri d'acciaio (The Air Mail), regia di Irvin Willat (1925)
- The Little French Girl, regia di Herbert Brenon (1925)
- The Street of Forgotten Men, regia di Herbert Brenon (1925)
- Il figlio di papà (A Regular Fellow), regia di A. Edward Sutherland (1925)
- The Enchanted Hill, regia di Irvin Willat (1926)
- Addio mia bella addio (Behind the Front), regia di A. Edward Sutherland (1926)
- Paris at Midnight, regia di E. Mason Hopper  (1926)
- Lo studente (Brown of Harvard), regia di Jack Conway (1926)
- More Pay - Less Work, regia di Albert Ray (1926)
- Gli eroi del deserto (Beau Geste), regia di Herbert Brenon (1926)
- Prince of Tempters, regia di Lothar Mendes (1926)
- Stepping Along, regia di Charles Hines (1926)
- Her Father Said No, regia di Jack McKeown (1927)
- High Hat, regia di James Ashmore Creelman (1927)
- Knockout Reilly, regia di Malcolm St. Clair (1927)
- Running Wild, regia di Gregory La Cava (1926)
- Man Power, regia di Clarence G. Badger (1927)
- Shanghai Bound, regia di Luther Reed (1927)
- Two Flaming Youths, regia di John Waters (1927)
- Under the Tonto Rim, regia di Herman C. Raymaker (1928)
- Avventure di mezzanotte (Partners in Crime), regia di Frank R. Strayer (1928)
- Harold Teen, regia di Mervyn LeRoy (1928)
- The Big Killing, regia di F. Richard Jones (1928)
- Eliotropio (Forgotten Faces), regia di Victor Schertzinger (1928)
- Il matricolino (Varsity), regia di Frank Tuttle (1928)
- Someone to Love, regia di F. Richard Jones (1928)
- Black Waters, regia di Marshall Neilan (1929)
- The Man I Love, regia di William A. Wellman (1929)
- River of Romance, regia di Richard Wallace (1929)
- L'uomo della Virginia (The Virginian), regia di Victor Fleming (1929)
- The Marriage Playground, regia di Lothar Mendes (1929)
- The Kibitzer, regia di Edward Sloman (1930)
- La corsa all'amore (Burning Up), regia di A. Edward Sutherland (1930)
- Only the Brave, regia di Frank Tuttle (1930)
- The Light of Western Stars, regia di Otto Brower e Edwin H. Knopf (1930)
- Paramount revue (Paramount on Parade) di AA. VV. (1930)
- Il leone sociale (The Social Lion), regia di A. Edward Sutherland (1930)
- Galas de la Paramount AA. VV. (1930)
- Solo gli scemi lavorano (Only Saps Work), regia di Cyril Gardner, Edwin H. Knopf (1930)
- La famiglia reale di Broadway (The Royal Family of Broadway), regia di George Cukor, Cyril Gardner (1930)
- Goldfish Bowl
- Captain Applejack, regia di Hobart Henley (1931)
- The Front Page, regia di Lewis Milestone (1931)
- Gun Smoke, regia di Edward Sloman (1931)
- I difensori della legge (Homicide Squad), regia di Edward L. Cahn, George Melford (1931)
- The Runaround, regia di William James Craft (1931)
- Hollywood Halfbacks, regia di Charles Lamont (1931)
- I guai della celebrità (It's Tough to Be Famous), regia di Alfred E. Green (1932)
- La cronaca degli scandali (Blessed Event), regia di Roy Del Ruth (1932)
- The Unwritten Law, regia di Christy Cabanne, Wilfred Lucas (1932)
- Manhattan Tower, regia di Frank R. Strayer (1932)
- L'affare si complica (Hard to Handle), regia di Mervyn LeRoy (1933)
- Girl Missing, regia di Robert Florey (1933)
- The World Gone Mad, regia di Christy Cabanne (1933)
- Risveglio di un popolo (Song of the Eagle), regia di Ralph Murphy (1933)
- Moonlight and Pretzels, regia di Karl Freund (1933)
- One Year Later, regia di E. Mason Hopper (1933)
- Fog, regia di Albert S. Rogell (1933)
- Shadows of Sing Sing, regia di Phil Rosen (1933)
- Ever Since Eve, regia di George Marshall (1934)
- Private Scandal, regia di Ralph Murphy (1934)
- Monte Carlo Nights, regia di William Nigh (1934)
- College Rhythm, regia di Norman Taurog (1934)
- Once in a Million, regia di Arthur B. Woods (1935)
- L'uomo dai due volti (Charlie Chan in Paris), regia di Lewis Seiler, Hamilton MacFadden (non accreditato) (1935)
- Man on the Flying Trapeze, regia di Clyde Bruckman, W.C. Fields (non accreditato (1935)
- Two's Company, regia di Tim Whelan (1936)
- Il dissipatore (Spendthrift), regia di Raoul Walsh (1936)
- L'avventura di Mr. Bliss (The Amazing Quest of Ernest Bliss), regia di Alfred Zeisler (1936)
- Three Married Men, regia di David Selman (1936)
- Killer at Large, regia di David Selman (1936)
- Navy Blues, regia di Ralph Staub (1937)
- Affairs of Cappy Ricks, regia di Ralph Staub (1937)
- Calaboose, regia di Hal Roach Jr. (1943)
- I Escaped from the Gestapo, regia di Harold Young (1943)
- Danger! Women at Work, regia di Sam Newfield (1943)
- I Was a Criminal, regia di Richard Oswald (1945)
- Dragnet, regia di Leslie Goodwins (1947)